# Collegio di Oldham West, Chadderton and Royton
Oldham West, Chadderton and Royton è un collegio elettorale situato nella Grande Manchester, nel Nord Ovest dell'Inghilterra, e rappresentato alla Camera dei Comuni del Parlamento del Regno Unito. Elegge un membro del Parlamento con il sistema first-past-the-post, ossia maggioritario a turno unico; l'attuale parlamentare è Jim McMahon del Partito Laburista e Co-Operativo, che rappresenta il collegio dal 2024.

## Estensione
Il collegio ricopre l'area del precedente Oldham West and Royton, ora abolito.

## Membri del parlamento
| Elezione | Elezione | Deputato    | Partito         |
| -------- | -------- | ----------- | --------------- |
|          | 1983     | Jim McMahon | Laburista Co-Op |

## Risultati elettorali

### Elezioni negli anni 2020
| Partito                    | Partito                                      | Candidato                  | Risultati 4 luglio 2024 | Risultati 4 luglio 2024 |
| Partito                    | Partito                                      | Candidato                  | Voti                    | %                       |
| -------------------------- | -------------------------------------------- | -------------------------- | ----------------------- | ----------------------- |
|                            | Laburista                                    | Jim McMahon                | 13 232                  | 34,30                   |
|                            | Indipendente                                 | Zaffar Iqbal               | 8 256                   | 21,40                   |
|                            | Reform UK                                    | David Silbiger             | 6 848                   | 17,75                   |
|                            | Conservatore                                 | Horatio Lovering           | 4 066                   | 10,54                   |
|                            | Indipendente                                 | Raja Miah                  | 2 470                   | 6,40                    |
|                            | Verde                                        | Samsuzzaman Syed           | 1 857                   | 4,81                    |
|                            | Lib Dem                                      | Hannah Kitching            | 1 271                   | 3,30                    |
|                            | Indipendente                                 | Tony Wilson                | 573                     | 1,49                    |
|                            |                                              |                            |                         |                         |
| Iscritti                   | Iscritti                                     | Iscritti                   | 75 346                  | 100,00                  |
| ↳ Votanti (% su iscritti)  | ↳ Votanti (% su iscritti)                    | ↳ Votanti (% su iscritti)  | 38 573                  | 51,19                   |
| ↳ Astenuti (% su iscritti) | ↳ Astenuti (% su iscritti)                   | ↳ Astenuti (% su iscritti) | 36 773                  | 48,81                   |
|                            |                                              |                            |                         |                         |
|                            | Esito: collegio a Laburista (nuovo collegio) |                            |                         |                         |